# John Kenneth Doherty
Pour les articles homonymes, voir John Doherty.
John Kenneth « Ken » Doherty (né le 16 mai 1905 à Détroit et décédé le 19 avril 1996 à Lancaster) est un athlète américain spécialiste du décathlon devenu entraîneur d'athlétisme. Lors de cette période, il écrit trois édition du Track and field Omnibook. Affilié au Cadillac Athletic Club, il mesurait 1,85 m pour 75 kg.

## Biographie
Il a détenu le record des États-Unis du décathlon lorsqu'il a réalisé son record personnel avec 7 784,680 points (soit 6 825 pts à la table actuelle) à Denver le 5 juillet 1929.

### Palmarès
| Date | Compétition           | Lieu      | Résultat | Performance |
| ---- | --------------------- | --------- | -------- | ----------- |
| 1928 | Jeux olympiques d'été | Amsterdam | 3e       | 7 706 pts   |

### Records
| Épreuve   | Épreuve        | Performance  | Lieu   | Date           |
| --------- | -------------- | ------------ | ------ | -------------- |
| Décathlon | Table actuelle | 6 825 pts    | Denver | 5 juillet 1929 |
| Décathlon | Table de 1920  | 7784,680 pts | Denver | 5 juillet 1929 |